# Плотников Сергій Сергійович
Сергій Сергійович Плотников (рос. Сергей Сергеевич Плотников; 3 червня 1990, м. Комсомольськ-на-Амурі, СРСР) — російський хокеїст, нападник. Виступає за СКА в Континентальльній хокейній лізі.
Вихованець хокейної школи «Амур» (Хабаровськ). Виступав за «Єрмак» (Ангарськ), «Амур» (Хабаровськ), «Амурські Тигри» (Хабаровськ), «Локомотив» (Ярославль), «Піттсбург Пінгвінс», «Аризона Койотс».
У складі національної збірної Росії учасник чемпіонатів світу 2014, 2015 і 2016 (27 матчів, 7+8); учасник EHT 2013, 2014 і 2015.
Досягнення
- Чемпіон світу (2014), срібний призер (2015, бронзовий призер (2016))
- Учасник матчу усіх зірок КХЛ (2013, 2015).